# Diffuse X-ray Spectrometer
Das Diffuse X-ray Spectrometer (DXS) war ein Experiment auf der STS-54-Mission des Space Shuttle Endeavour vom 13. bis 19. Januar 1993. Es nahm Spektren des diffusen Himmelshintergrunds im Röntgenlicht auf.
DXS war eine Entwicklung der University of Wisconsin, Madison. Zwei nach dem Prinzip der Bragg-Reflexion arbeitende Kristallspektrometer nahmen Spektren im Energiebereich 148 bis 284 eV auf, die Winkelauflösung war 15°. Aus den Spektren von DXS wurde auf ein heißes Gas von etwa einer Million Kelvin in der Sonnenumgebung (Lokale Blase) geschlossen, das noch nicht im thermischen Gleichgewicht ist und vermutlich von einer Supernovaexplosion in der letzten Million Jahre erzeugt wurde.